# Кокора
Ко́кора — одно из крупнейших озёр Таймыра. Административно расположено в Таймырском Долгано-Ненецком районе Красноярского края России. Находится на северо-востоке Северо-Сибирской низменности.
Площадь озера — 162 км². Площадь водосбора — 348 км². Высота над уровнем моря — 62 метра. Питание озера происходит за счёт атмосферных осадков и поверхностных стоков. Из Кокоры вытекает одна река, Кегерди. Впадает множество ручьёв в основном на северо-западе, севере и востоке; крупнейший — ручей Краевой.
Берега Кокоры в основном гористые, с множеством ручьёв и озёр. Юго-западный берег низменный, заболоченный. Растительности в окрестностях мало, встречается редкий кустарник. На юго-восточном берегу находится балок.
Юго-западнее Кокоры находится схожее по строению более крупное озеро — Лабаз.
Код в Государственном водном реестре — 17040400111117600001197.

## Топографические карты
- Лист карты S-47-XXIX,XXX оз. Кокора. Масштаб: 1 : 200 000. Издание 1986 г.